# Берк (коммуна)
Берк (фр. Berck) — коммуна во Франции, регион О-де-Франс, департамент Па-де-Кале, округ Монтрёй-сюр-Мер, кантон Берк. Город расположен в 90 км к западу от Арраса и в 129 км к юго-западу от Лилля, в 8 км от автомагистрали А16 «Европейская», на берегу пролива Ла-Манш.
Население (2018) — 13 791 человек.
Расположенный в устье реки Оти, Берк располагает обширным песчаным пляжем и травяными дюнами, тянущимися до побережья Ла-Манша. Город состоит из двух частей — бывшего рыболовецкого порта на востоке (Берк-Виль) и приморской зоны на западе (Берк-сюр-Мер).

## История
Берк - самый южный из городов Па-де-Кале, название которых имеет германские корни. Его происхождение связывают либо со словом berg (холм или дюна), либо с норвежским bekkr (поток), либо beorc (берёза), характеризующим лесистую местность.
В Средние Века Берк был небольшим рыболовецким портом, неоднократно становившимся жертвой военных конфликтов. В частности, во время Столетней войны в 1414 году английский гарнизон совершил рейд на юг и сжёг Берк. К середине XV века в посёлке вместо сгоревшего деревянного маяка была построена каменная смотровая башня, а рядом с ней часовня. Во время второй осады Монтрёй в 1544 году англичане продвинулись на юг и сожгли в Берке часовню и ещё около 200 домов. То, что уцелело после англичан, было уничтожено французами при снятии осады.
Позднее отстроенная заново часовня была присоединена к башне, сформировав комплекс нынешней церкви Святого Батиста. При этом смотровая башня утеряла свою основную функцию и была переоборудована в колокольню, поскольку к этому времени море отступило от стен Берка на 1,5 километра. По этой причине до сих пор коммуна делится на две части - внутреннюю и приморскую.
С середины XIX века Берк стал играть важную роль в кампании по борьбе с туберкулёзом. В 1869 году по инициативе императрицы Евгении в Берке был построен морской госпиталь. В последующие годы в городе появилось несколько больниц и санаториев, специализирующихся на реабилитации больных. Кроме того, город стал пользоваться популярностью у жителей Парижа, которые благодаря железной дороге за три часа могли преодолеть путь от столицы до морского побережья.

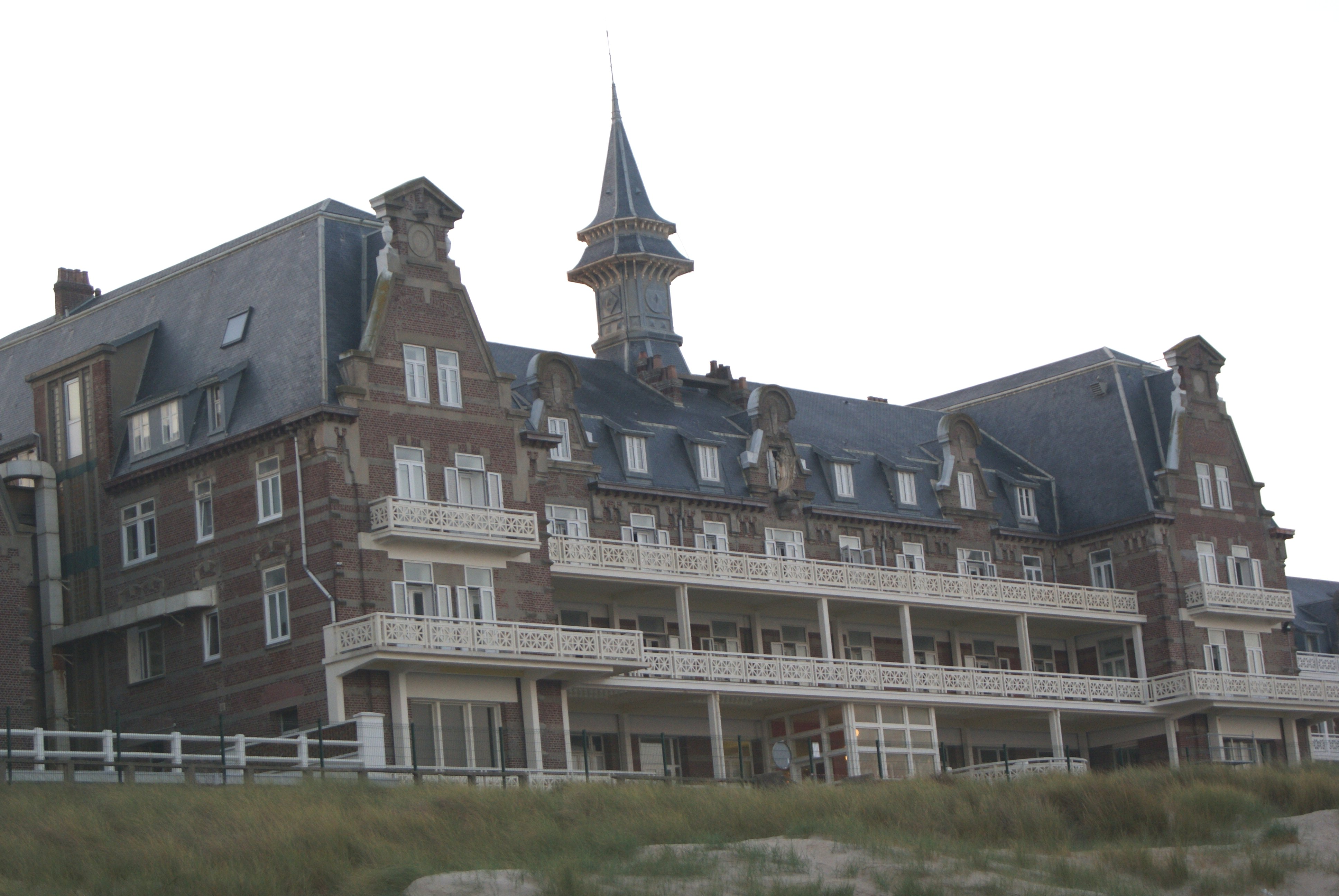
Центр хирургии «Институт Кало»

Во время Второй мировой войны через Берк проходил гитлеровский Атлантический вал - система береговых укреплений, призванная защитить морское побережье от возможной высадки десанта союзников. Вследствие этого в 1944 году город подвергся массовым бомбардировкам авиацией союзников. Вся инфраструктура рыболовства была полностью уничтожена и после войны не смогла восстановиться. Город стал ориентироваться на здравоохранение и туризм. Протяжённые песчаные пляжи привлекают сюда любителей буерного спорта на песке. Кроме того, старое здание вокзала Берка переоборудовано в казино.

## Достопримечательности
- Церковь Святого Иоанна Крестителя XV века, реконструированная в 1954 году
- Памятник «Кальвария моряков»
- Здание казино
- Маяк высотой 45 м, построенный в 1961 году на краю косы
- Здание мэрии, одно из немногих уцелевших после двух мировых войн

## Экономика
Структура занятости населения:
- сельское хозяйство — 0,5 %
- промышленность — 4,1 %
- строительство — 1,7 %
- торговля, транспорт и сфера услуг — 30,9 %
- государственные и муниципальные службы — 62,9 %

Уровень безработицы (2017) — 20,1 % (Франция в целом — 13,4 %, департамент Па-де-Кале — 17,2 %). 

Среднегодовой доход на 1 человека, евро (2017) — 18 440 (Франция в целом — 21 110, департамент Па-де-Кале — 18 610).

## Демография
Динамика численности населения, чел.

## Администрация
Пост мэра Берка с 2014 года занимает член партии Республиканцы Брюно Кузэн (Bruno Cousein), член Совета департамента Па-де-Кале от кантона Берк. На муниципальных выборах 2020 года возглавляемый им правый список победил в 1-м туре, получив 64,52 % голосов.
| Период | Период | Фамилия            | Партия                                   | Примечания                                                                                  |
| ------ | ------ | ------------------ | ---------------------------------------- | ------------------------------------------------------------------------------------------- |
| 1971   | 1977   | Ги Мальгузу        | Разные правые                            |                                                                                             |
| 1977   | 1996   | Клод Вилькен       | Социалистическая партия                  | учитель, вице-президент Регионального совета Нор-Па-де-Кале, депутат Национального собрания |
| 1996   | 2001   | Даниэль Лом        | Социалистическая партия                  |                                                                                             |
| 2001   | 2008   | Брюно Кузен        | Союз за народное движение                |                                                                                             |
| 2008   | 2001   | Жан-Мари Кражевски | Социалистическая партия                  | физиотерапевт                                                                               |
| 2014   |        | Брюно Кузен        | Союз за народное движение, Республиканцы | член Совета департамента                                                                    |

## Города-побратимы
- Хайт, Великобритания (графство Кент)
- Бад-Хоннеф, Германия

## Знаменитые жители

### Уроженцы
- Аннет Мессаже (1943), французский художник
- Жан-Доминик Боби (1952—1997), французский журналист, сценарист, писатель и главный редактор журнала ELLE France

### Другие персоны
Похоронен известный французский актёр Анри Атталь (1936—2003)

## Галерея

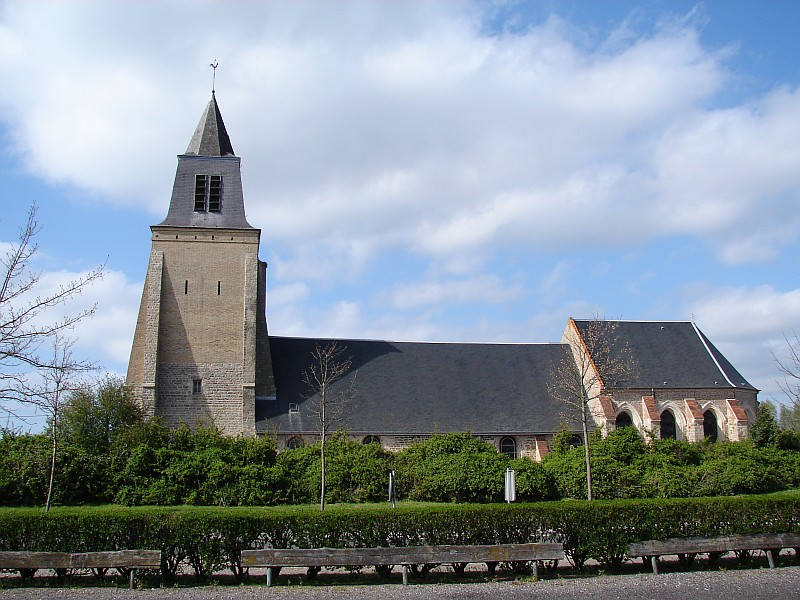
Церковь Святого Иоанна Крестителя
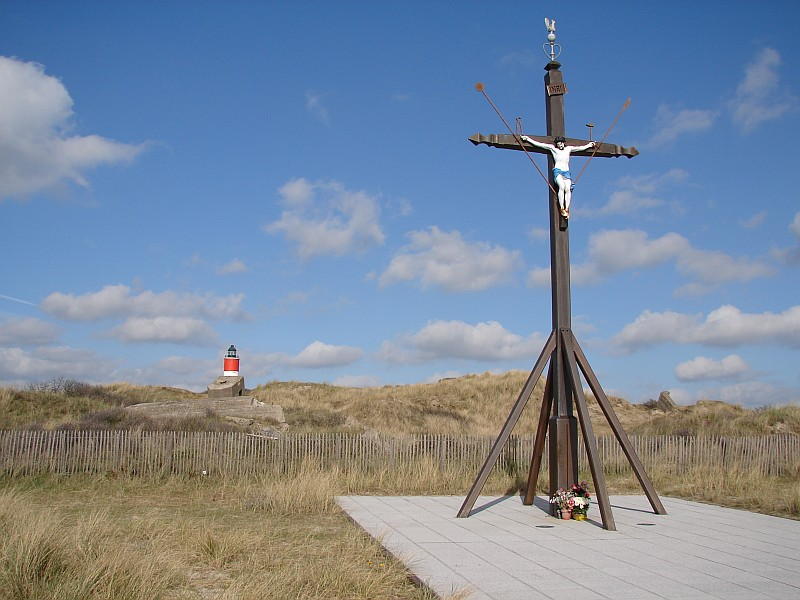
Кальвария моряков
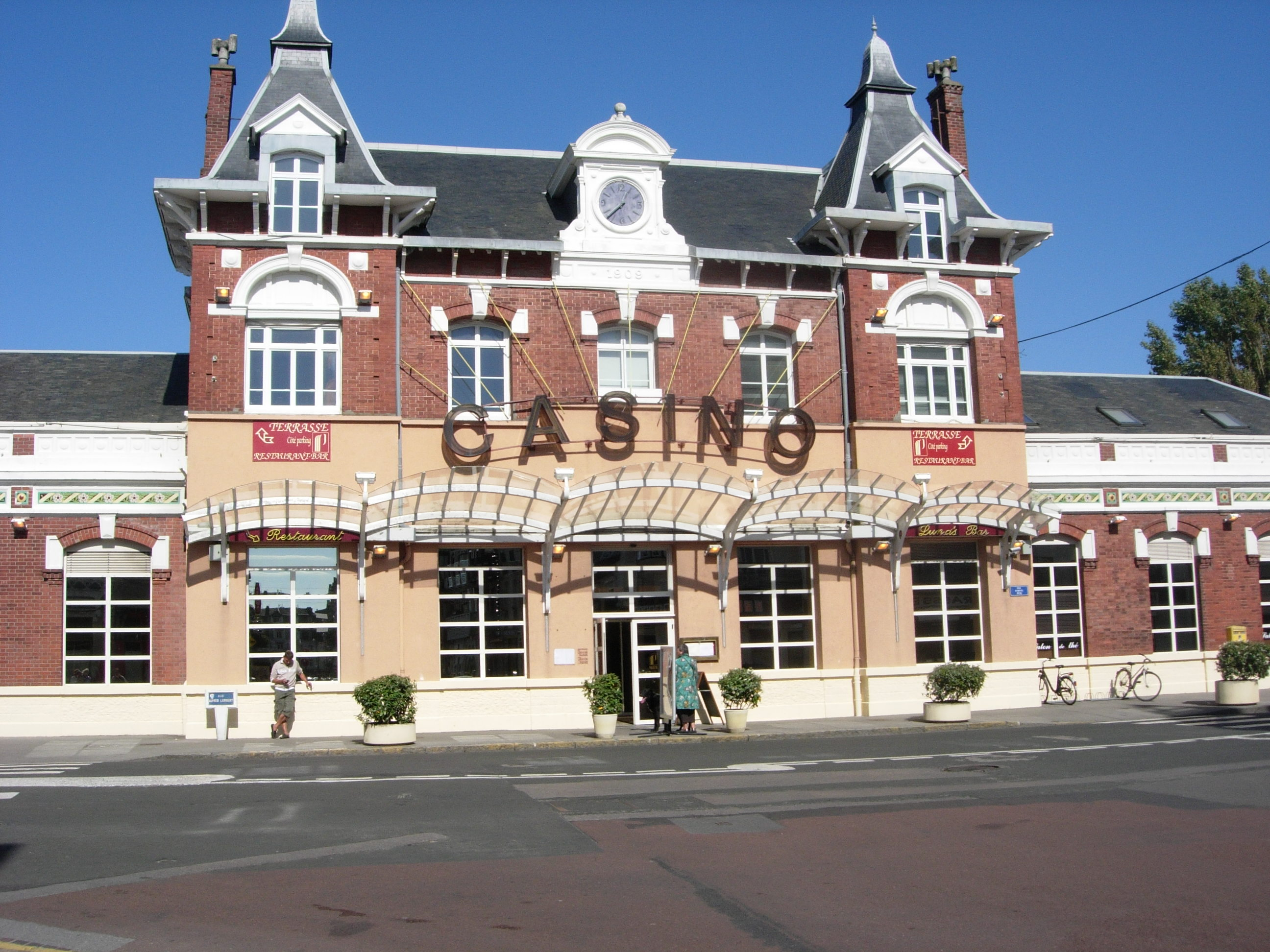
Здание казино
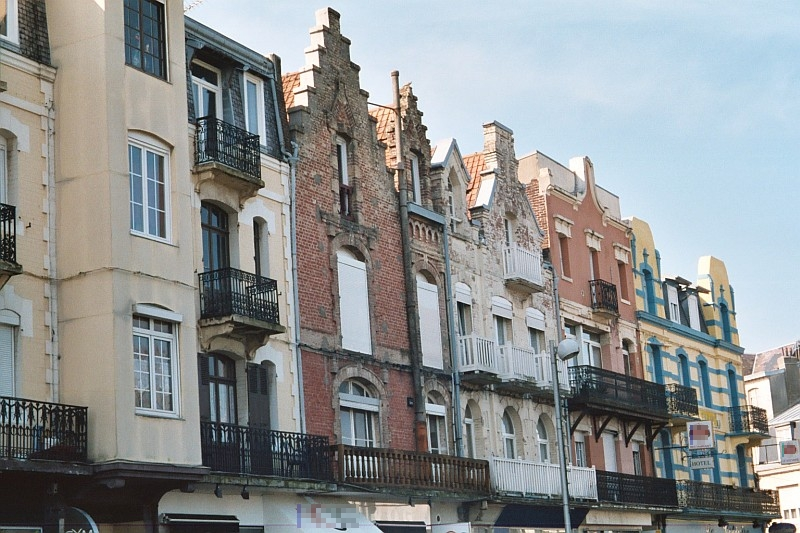
Дома в Берке

1. 1 2  база данных о французских коммунах — Национальный географический институт Франции, 2015.